# 曙光汽车集团
辽宁曙光汽车集团股份有限公司（上交所：600303）是中国辽宁省丹东市的一家汽车生产公司，拥有黄海客车与曙光车桥两大品牌。

## 历史
1951年，朝鲜战争爆发，中方决定在安东（丹东）为中国人民志愿军设立汽修厂，经东北军区后勤部运输处驻安东（现丹东）办事处批准，成立中国人民志愿军办事处汽车修理厂。1955年改名为“中国人民志愿军后方勤务部安东汽车修配厂”，当时人员500人，年产修车1300辆。1959年改名为“安东汽车配件厂”，1964年改名为“安东汽车制配厂”，1965年改名为“丹东汽车改装厂”，直至1983年改名为“丹东汽车制造厂”。20世纪80年代初，丹东汽车制造厂开始生产大型客车，并在80年代末进入辉煌时期。然而，由于大环境变化，企业逐渐走入下坡路。
1984年12月8日，从辽宁省丹东市交通局下海经商的李进巅与10名工友自筹7万元资金创立曙光机动车配件厂，在丹东市红星电机厂租下一座简易建筑物后开始生产车桥，同年12月31日生产出其第一根212型吉普车车桥。1988年3月27日，该厂更名为丹东曙光车桥总厂，开始建设自己的厂房。1989年8月，曙光挂靠的中国康华实业公司撤销前试图以250万元的价格将曙光卖出，李进巅向国家工商总局提出仲裁，国家工商总局后来裁定曙光属于李进巅所有，康华无权处理其财产权。1993年1月12日改制为丹东曙光车桥股份有限公司，1998年更发展成当时中国最大的轻型车车桥生产企业。
2002年11月22日，民营企业曙光汽车集团出资11亿2200万元收购丹东汽车制造厂51%的股权并改制，成立丹东黄海汽车有限责任公司。之后以较快速度恢复实力。2005年，北京公交集团进行了其历史上规模最大的一次公交用车招标，共采购车辆4000余辆，订单额30亿元；丹东黄海获得1161辆整车、100台底盘订单，是本次招标最大订单，并借此迅速提升品牌影响力和产品结构。2006年3月，黄海正式引进德国MAN公司技术。
2007年初，母公司曙光汽车集团全资并购了丹东黄海昔日的竞争对手之一、2003年之前中国公交占有率第一的常州长江客车制造有限公司，更名为常州黄海。2008年5月10日，总投资7个多亿的黄海客车常州基地奠基，2009年12月26日正式竣工投产。 借此吸收了长江客车接收的依维柯技术。2007年获得中国名牌称号。
2012年8月，曙光汽车集团以8090万元的价格收购辽宁某集团公司持有的丹东某专用车公司56.19%的股权。